# 会計年度
会計年度（かいけいねんど、fiscal year《主にアメリカで用いられる》、financial year《主にイギリスで用いられる》）、または事業年度は、国、地方自治体または法人の収入および支出を整理分類し、その状況を明らかとするために始期日と終了日を定めた1年間（年度の一種）。単に年度と略称されることもある。

## 概要
ある種の機関の年間収支を整理分類する期間を、会計年度というのか事業年度というのかは、法律で規定されている。たとえば、学校法人の年度は会計年度だが（私立学校法第49条）、株式会社の年度は事業年度である（会社法）。会社の年度を、会計年度というのは誤りである。
企業会計における「会計期間」と同じ意味であり、決算期とも呼ばれる。また、年度の最後の月を決算月、決算月の末日を決算日と呼び、例えば3月が決算月の場合の会計年度を「3月決算」と表すことがある。
同じ日付であっても、決算月や決算日によって何年度となるかは変わる。例えば、決算月が3月であれば2008年2月は（2008年度ではなく）2007年度である（詳しくは年度を参照）。

### 会計年度の呼称
日本は期の始まりの年月が属する暦年で年度を呼ぶ。例えば、2018年4月1日から2019年3月31日までの会計年度を「2018年度（FY2018）」と呼ぶ。一方、アメリカ連邦政府の会計年度は、10月に始まり翌年の9月に終わるが、締めの年月が属する暦年で年度を呼ぶ。例えば、2018年10月1日から2019年9月30日までの会計年度は「2019年度（FY2019）」と呼ばれる。
英語ではFiscal YearやFinancial Year、FYと略されることが多く、FY2010 1H（fiscal year 2010 first half）とは2010年前半の意味。

## 意義
公共機関や企業の経営状況・収支状況を把握するためには、一定の期間を定めてその期間内の収入・支出を算出する必要がある。このために設定された期間が会計年度である。会計年度は、予算を執行するための一定期間ということもできる。会計年度が存在しない場合、予算の執行に期限がないので、決算を立てることが不可能となり、予算・決算を行うことが無意味となってしまう。会計年度は、会計上非常に重要な要素である。
特に公共機関においては、その会計年度における支出（歳出）は、当該会計年度の収入（歳入）をもって支弁するという会計年度独立の原則が採用されている。この原則は、絶対王政期のヨーロッパにおいて、王の恣意による徴税・浪費が行われないよう導入されたことに由来しており、現代に至っている。ただし実務上、全ての予算を一会計年度内に執行することには非効率・非実際的な面もあるため、例外制度、例えば日本では繰越制度や債務負担行為、継続費などといった制度が設けられている。

## 期間
企業会計においては、期間の日数、期間の始期および終期は各事業者が決定するが、期間は1年間とされることが一般的である。公共機関についても、期間は1年間とされるのが通例であり、日本では、後述の財政法および地方自治法の規定により毎年4月1日から翌年の3月31日までの期間とされている。
会計年度は1年間とするのが通例であるが、特殊な事情により変則的な期間が採用されることもある。例えば、日本では戦争時に設置する臨時軍事費特別会計が戦争開始から終結までの期間を一会計年度としており、日清戦争のときは1年10ヶ月、日露戦争のときは3年4ヶ月、第一次世界大戦のときは10年8ヶ月、日中戦争のときはそのまま第二次世界大戦に引き継がれて合わせて8年6ヶ月の長期間に及んだ。また、アメリカ合衆国では特殊な歳出について2年間を一会計年度とする例外規定が設けられている。

## 始期と終期
公共機関における会計年度の始期と終期は、国によって異なる。以下に主な国の例を列挙する。
| 会計年度     | 採用国 |
| ------------ | --- |
| 1月 - 12月制 | 中華人民共和国・韓国・台湾（中華民国）・フランス・ドイツ・オランダ・ベルギー・スイス・ロシア・南アメリカ諸国など |
| 4月 - 3月制  | 日本・インド・パキスタン・イギリス・デンマーク・カナダなど                                                       |
| 7月 - 6月制  | フィリピン・ノルウェー・スウェーデン・ギリシア・オーストラリアなど                                               |
| 10月 - 9月制 | タイ・ミャンマー・アメリカ・ハイチなど                                                                           |

### 日本
「会計年度」という言葉はなかったものの、国家の会計を1年間で区切る方法は、律令国家の段階から存在していたとみられ、7世紀末期には「旧暦1月 - 旧暦12月制」が導入され、これに基づいて租税の納付・輸送、監査（勘会）、官司からの請求と実際の予算配分などが実施されていた。
|                      | 1 月      | 2 月      | 3 月      | 4 月      | 5 月      | 6 月      | 7 月      | 8 月      | 9 月      | 10 月      | 11 月      | 12 月      |
| -------------------- | --------- | --------- | --------- | --------- | --------- | --------- | --------- | --------- | --------- | ---------- | ---------- | ---------- |
| 〜明治元年（1868年） | 旧暦1月 → | 旧暦1月 → | 旧暦1月 → | 旧暦1月 → | 旧暦1月 → | 旧暦1月 → | 旧暦1月 → | 旧暦1月 → | 旧暦1月 → | 旧暦1月 →  | 旧暦1月 →  | 旧暦1月 →  |
| 明治2年（1869年）〜  |           |           |           |           |           |           |           |           |           | 旧暦10月 → | 旧暦10月 → | 旧暦10月 → |
| 明治6年（1873年）〜  | 1月 →     | 1月 →     | 1月 →     | 1月 →     | 1月 →     | 1月 →     | 1月 →     | 1月 →     | 1月 →     | 1月 →      | 1月 →      | 1月 →      |
| 明治8年（1875年）〜  |           |           |           |           |           |           | 7月 →     | 7月 →     | 7月 →     | 7月 →      | 7月 →      | 7月 →      |
| 明治19年（1886年）〜 |           |           |           | 4月 →     | 4月 →     | 4月 →     | 4月 →     | 4月 →     | 4月 →     | 4月 →      | 4月 →      | 4月 →      |

明治政府における「会計年度」は、明治元年]（1868年）においては、従来の慣例に従って「旧暦1月 - 旧暦12月制」だった。
近代大蔵省が明治2年7月8日（1869年8月15日）に創立すると、同年旧暦9月に「金穀出納ノ実計ニ適合セス」として、会計年度は新米の収穫後に合わせて「旧暦10月 - 旧暦9月制」と決められ、同年より導入された。
明治5年（1872年）旧暦10月には、旧暦（太陰太陽暦）から新暦（グレゴリオ暦）への改暦に合わせて「1月 - 12月制」に変更するとし、明治6年（1873年）1月から実施した。
明治6年（1873年）7月28日に地租改正法が制定されたため、明治7年（1874年）10月には地租の納期（第1期が8月）に合わせた「7月 - 6月制」の導入が決定され、明治8年（1875年）7月から実施した。
明治9年（1876年）の秩禄処分により明治政府は財政健全化の道筋をみるが、数々の特権廃止に反発する士族反乱は頂点に達し、明治10年（1877年）に西南戦争が勃発した。政府は多額の戦費を捻出するため不換紙幣を濫発し、インフレーションが発生した。明治14年（1881年）の明治十四年の政変により「積極財政」を敷く大隈重信が政府から追放されると、松方正義により紙幣整理が推し進められた（松方デフレ）。政府も「緊縮財政」を実施するが松方デフレの影響で税収は減少しており、煙草税や酒造税や醤油税などの増税、官営模範工場の払い下げも行った。一方で、明治15年（1882年）の壬午事変により、翌年から大日本帝国海軍の拡充計画が進んだため、財政赤字の穴埋めの必要から明治18年度（1885年度）の酒造税を明治17年（1884年）度に繰り入れしてしまった。翌年度の税収を繰り入れてしまったこの状況を改善するには、明治19年（1886年）度より酒造税の納期（第1期が4月）に合わせて年度変更するほかに方法がないことになり、明治17年（1884年）10月に「4月 - 3月制」の導入が決定され、明治19年（1886年）4月から実施された。「4月 - 3月制」は明治22年（1889年）の会計法制定により法制化され、市制および町村制の施行に合わせて同年4月より市町村でも実施され、翌年5月より道府県（後に都も）も実施した。
終戦後の公共機関では、日本国憲法第86条および90条により「1会計年度は1年」「各々の会計年度は独立」と規定されているが、始期と終期の規定はない。会計年度を「4月 - 3月制」と規定しているのは、国では財政法第11条、自治体（普通地方公共団体）では地方自治法第208条第1項である。
会計年度の始期・終期を変更しようとする議論は、実際に変更がなされた以外にも明治時代から何度も提起されているが、いずれも見送られている。1972年（昭和47年）には当時の田中角栄首相が会計年度の暦年制移行をうったえたが、結局、大蔵省（当時）などの反対により暦年制への移行は実施されなかった。

## 会計年度の所属
収入・支出をどの会計年度へ所属させるか、には大きく2つの基準・方法がある。
一つは、収入・支出の原因発生の時点を標準とするもので、発生主義（予算主義）と呼ばれている。企業会計は、複式簿記会計によっているため、発生主義に基づいた処理を行っている。公共機関も欧米諸国を中心に発生主義を採用している国が多い。日本の官庁会計は発生主義の採用が著しく遅れているといわれている。
もう一つは、収入・支出に係る行為が完了した時点を標準とするもので、現金主義（形式主義・決算主義）と呼ばれている。これは、単式簿記や単年度会計に向いているとされ、日本の官庁会計は現金主義の影響が非常に強いといわれている。